# Frederik Kaiser

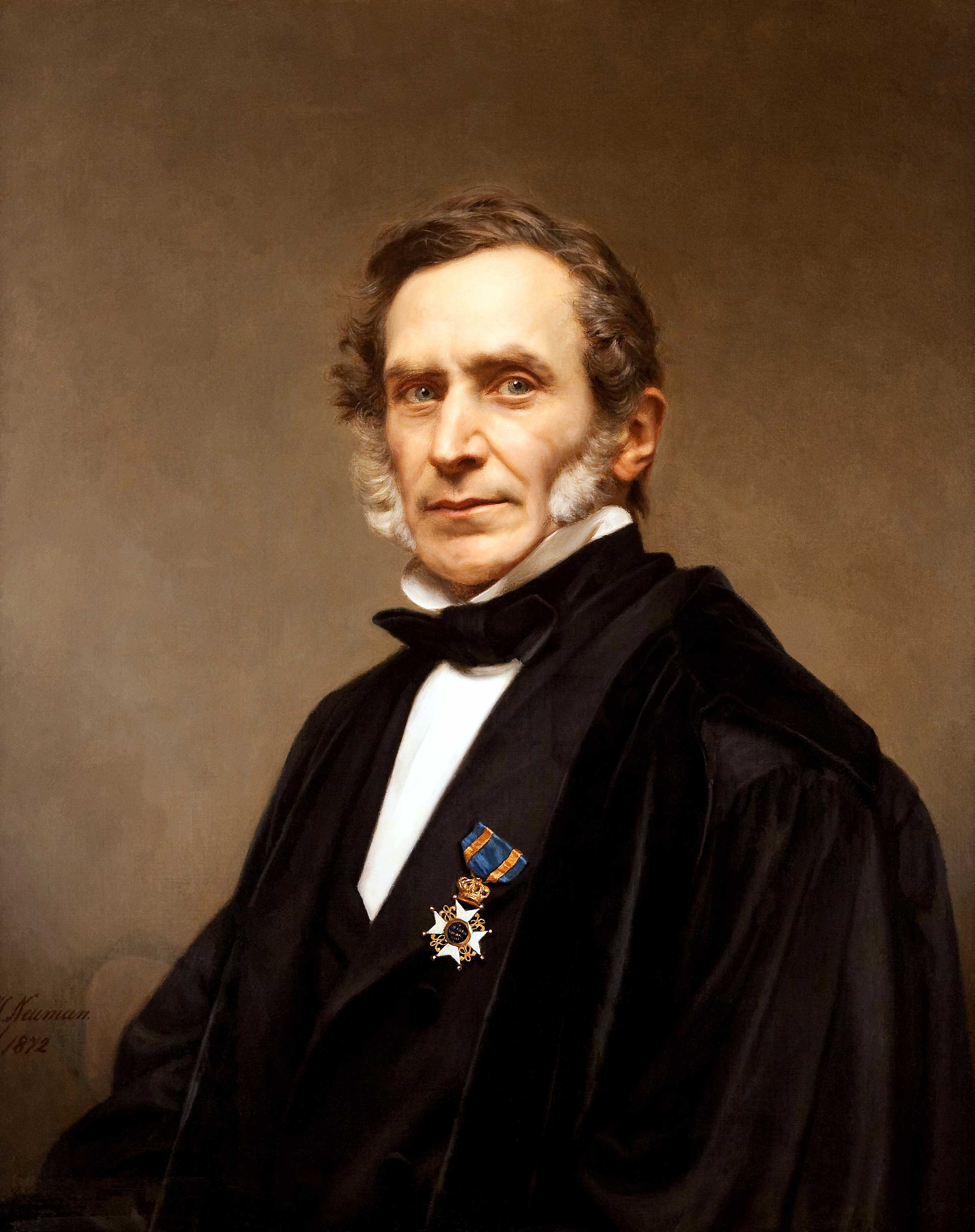
Frederik Kaiser

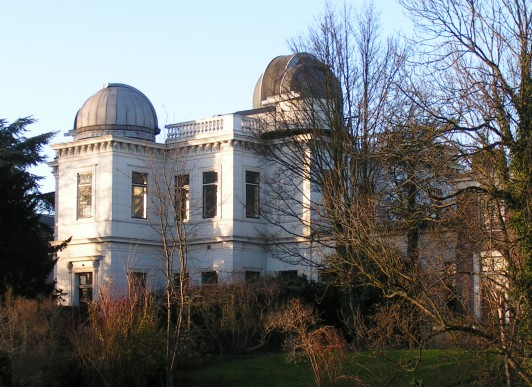
Die „Alte Sternwarte“ in Leiden

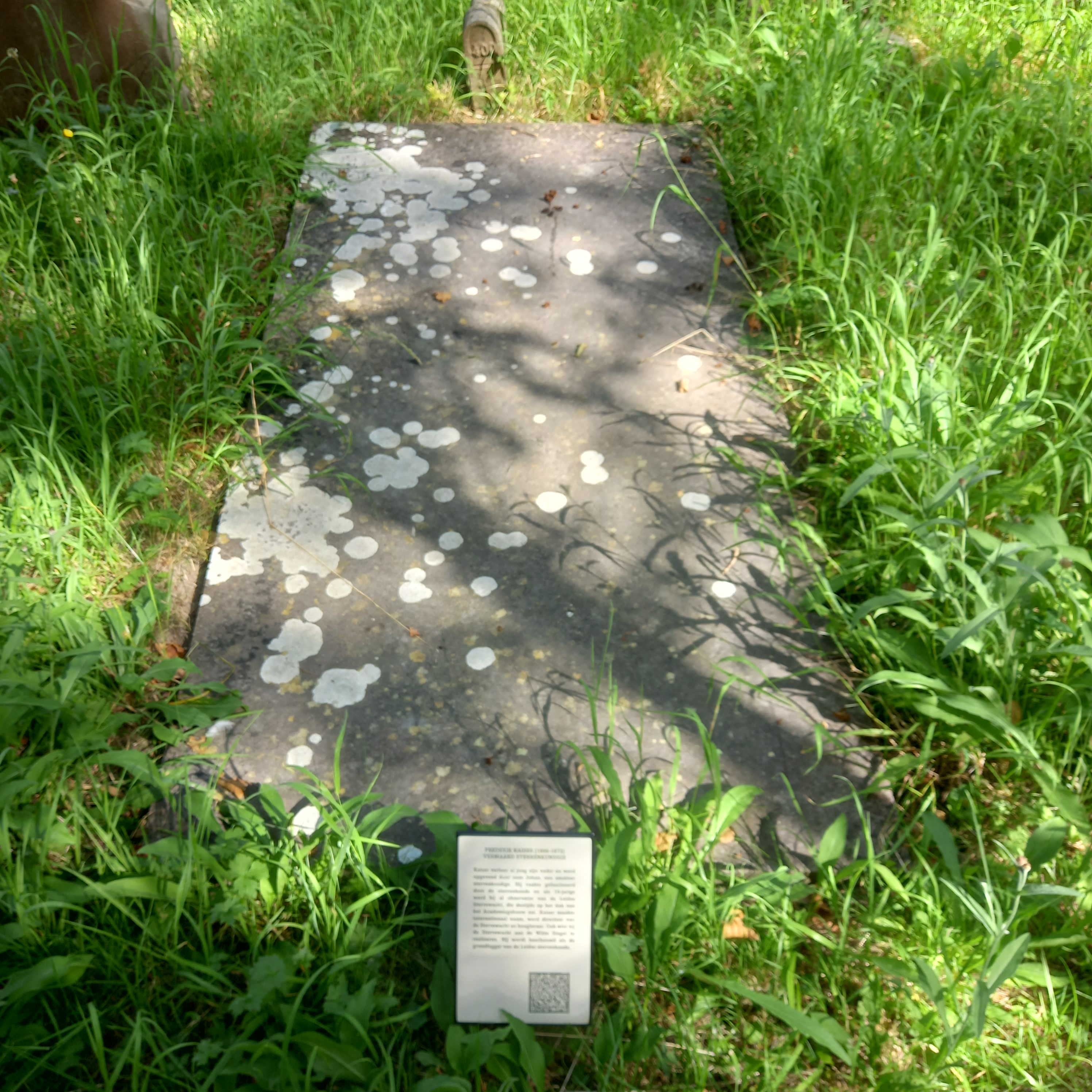
Das Grab von Frederik Kaiser auf dem Friedhof Groenesteeg in Leiden

Frederik Kaiser (auch: Friedrich Kaiser, Frederick Kaiser, Fritz Kaiser; * 10. Juni 1808 in Amsterdam; † 28. Juli 1872 in Leiden) war ein niederländischer Astronom.

## Leben
Kaiser stammt aus einer deutschen Familie, welche im ausgehenden 18. Jahrhundert in den Niederlanden eine neue Heimat fand. Hier war sein Vater, Johann Wilhelm Kaiser (get. 7. Juli 1769 in Kaltenholzhausen † Juli 1818 in Dietz bei Nassau), als Deutschlehrer in Den Haag und später in Amsterdam tätig. Im Alter von acht Jahren verlor er seinen Vater und da seine Mutter, Anna Sibilla Liernur (get. 11. Juni 1778 in Schevingen; † 1. November 1870 in Den Haag), welche mit Johann Sebastian Bach verwandt war, ihre Vielzahl von Kindern nicht mehr allein versorgen konnte, wurde er zu seinem Onkel und Taufpaten Jan Frederik Keijser (1766 in Dietz bei Nassau; † 27. März 1823 in Amsterdam) gegeben, der in Amsterdam ein Steueramt bekleidete. Dieser Onkel hatte eine große Vorliebe für mathematische und astronomische Themen entwickelt, welche er an Frederik vermittelte und hier frühzeitig ein Talent in Kaiser für jene Themenbereiche etablieren konnte. Jedoch verlor Frederik seinen Onkel im Alter von fünfzehn Jahren.
Da er bereits einen hohen Ausbildungsstandard in den mathematischen und astronomischen Wissenschaften erreicht hatte, konnte er sich fortan als Hauslehrer seinen eigenen Lebensunterhalt sichern und trieb seine Weiterbildung autodidaktisch voran. Dabei konnte er seine Mutter auch finanziell stark unterstützen. Durch die Fürsprache des Utrechter Professors Gerard Moll konnte er im Alter von achtzehn Jahren 1826 eine Stelle als Observator an der Sternwarte Leiden erhalten. Als er sein Amt antrat, fand er in Leiden jedoch wenig befriedigende Zustände vor. Neben seiner Arbeit immatrikulierte er sich am 15. Februar 1831 als Student der philosophischen Wissenschaften an der Leidener Hochschule. Seine erste wissenschaftliche Anerkennung erwarb er sich 1835 bei der Beobachtung des Kometen Halley. Nachdem man ihm im November 1835 durch den Senat der Hochschule das Ehrendoktorat der philosophischen Wissenschaften übertragen hatte, wurde er am 10. August 1837 Lektor der praktischen Astronomie an der Universität Leiden und Direktor der Leidener Sternwarte.
Am 26. August 1840 berief man ihn zum außerordentlichen Professor der Astronomie, welche Aufgabe er am 17. Oktober 1840 mit der Rede De novissimis astronomiae incrementis (frei übersetzt: Über die neusten Entwicklungen in der Astronomie) antrat. Am 7. Januar 1845 wurde er ordentlicher Professor der Astronomie und übernahm in dieser Eigenschaft 1857/58 das Rektorat der Alma Mater. Kaiser wird mit dem Fortschritt der niederländischen Astronomie in Verbindung gebracht, da er zu seiner Zeit hervorragende Beiträge zur Positionsbestimmung machte. Zusätzlich baute er im Jahre 1861 ein modernes Observatorium (heute bekannt unter dem Namen „Alte Sternwarte“, Oude Sterrewacht) und half damit, die Astronomie im Lande populärer zu machen. Er fertigte eine Serie von Zeichnungen des Planeten Mars während seiner Opposition im Jahre 1862 an und machte ziemlich präzise Bestimmungen seiner Rotationsperiode.
Zudem wurden ihm zu seiner Lebenszeit einige ehrende Anerkennungen zu teil. Vom 25. April 1844 bis 26. Oktober 1851 wurde er Mitglied des königlich niederländischen Instituts und am 26. Oktober 1851 Mitglied der Nachfolgeeinrichtung der Königlich Niederländischen Akademie der Wissenschaften. Zudem war er Mitglied der wissenschaftlichen Gesellschaft 'Een onvermoeide Arbeid komt alles te boven' (Eine unermüdliche Arbeit überwindet alles), Mitglied der holländischen Gesellschaft der Wissenschaften in Haarlem, Mitglied der Gesellschaft der niederländischen Literatur in Leiden, Mitglied der provinziellen Utrechtschen Gesellschaft der Künste und Wissenschaften, Mitglied der batavischen Gesellschaft für experimentelle Philosophie in Rotterdam, Mitglied der zeeländischen Gesellschaft der Wissenschaften in Middelburg, Mitglied der Königlich-Preußischen Akademie der Wissenschaften in Berlin und Ritter des Ordens vom niederländischen Löwen. Nach ihm benannt sind der Mondkrater Kaiser, der Marskrater Kaiser und der Asteroid (1694) Kaiser. In der von Richard Proctor eingeführten und nicht mehr gebräuchlichen Mars-Nomenklatur wurde die Syrtis Major die „Kaiser See“ genannt. Die Nomenklatur wurde durch diejenige von Giovanni Schiaparelli abgelöst.

## Familie
Am 3. März 1831 heiratete Kaiser in Leiden Aletta Maria Rebecca Barkey (* 15. April 1803 in Leiden; † 25. Mai 1872 ebd.), die verwaiste Tochter von Jan Pieter Barkey (* 5. November 1773 in Semarang–7. Februar 1824 in Leiden) und dessen Frau Anna Wilhelmina van Bergen (* 23. September 1769 in Breda; † 13. Juli 1814 in Leiden). Aus der Ehe stammt eine Tochter und vier Söhne. Von den Kindern kennt man:
- Aletta Rebecca Maria Kaiser (* 17. April 1832 in Leiden; † 24. Februar 1915 ebenda)
- Frederik Anthony Kaiser (* 8. April 1834 in Leiden; † 18. Januar 1836 ebenda)
- Willem Frederik Kaiser (* 19. April 1836 in Leiden; † 18. Juli 1916 in Oegstgeest)
- Pieter Jan Kaiser (* 3. März 1838 in Leiden; † 22. Juni 1916 in Nijmegen)
- Emilius Johannes Aletus Kaiser (* 3. März 1838 in Leiden; † 29. September 1903 in Delft) verh. 30. April 1869 in Maassluis mit Aagje (Aagt) Knuttel (* 28. Mai 1843 in Ammerstol; † 21. Januar 1913 in Den Haag) Tochter des Pfarrers Daniël Knuttel (* 23. Oktober 1813 in Amsterdam; † 28. April 1872 in Den Haag) und dessen Frau Elisabeth Cornelia Fabius (* 31. Juli 1816 in Delft; † 26. Februar 1876 in Den Haag)

## Werke (Auswahl)
- Verhandeling over de komeet van Halley, hare vroegere verschijningen en de toekomstige in het Jaar 1835. Amsterdam und Den Haag, 1835 (Online)
- De komeet van Encke en hare naderende verschijning. Leiden 1838 (Online)
- Het Observatorium te Leiden. Leiden 1838 (Digitalisat)
- De optische kracht des grooten kijkers uit het Optisch Instituut te Muenchen, op het Observatorium te Leiden. 1839
- Eerste metingen met den mikrometer, volbragt op het observatorium van's rijks hoogeschool te Leiden. Leiden 1840 (Online, Digitalisat)
- De sterrenhemel. Bd. 1 Amsterdam 1844 (Online), Bd. 2 Amsterdam 1845 (Online)
- De storingen in de beweging der ligchamen van ons zonnestelsel. Amsterdam 1847 (Online) Deutsch: Das Sonnensystem und die Gesetze seiner Bewegung. 1850 übersetzt von Christian Gottlob Tröbst
- Beschouwingen van den sterrenhemel. Leeuwarden 1849 (Online) Deutsch: Der Sternenhimmel beschrieben. Berlin 1850 (Online)
- De geschiedenis der ontdekkingen van planeten, als een tafereel van het Wezen en den Toestand der Sterrekunde. Amsterdam 1851 (Online)
- De sterrekundige plaatsbepaling in den Indischen Archipel, en de Maatregelen, op Gezag van Z. E. den Minister van Kolonien, tot hare voorbereiding genomen. Amsterdam 1851 (Online)
- De stelling van Otto Struve, omtrent het breeder worden van den Ring van Saturnus, getoetst aan de handschriften van Huggens de naauwkeurigheid der latere waarnemingen. 1855
- Beschrijving der patent-cirkels en sextanten, van Pistor en Martins, te Berlijn. 1858
- Onderzoekingen omtrent den gang van het sterrekundig slingeruurwerk der Nederlandsche marine. 1860
- Redevoering over het doel en de eischen eener sterrewacht. Amsterdam 1861 (Online)
- Voorloopig verslag der waarnemingen omtrent de planeet Mars, bij haren tegenstand in het jaar 1862, volbragt aan de sterrewacht te Leiden. 1863 Deutsch: Bemerkungen über die an der Sternwarte in Leiden angestellten Beobachtungen des Planeten Mars um die Zeit der Opposition im Jahre 1862. 1864
- Planeten-Beobachtungen, angestellt am Meridiankreise der Sternwarte in Leiden in den Jahren 1861–62. 1863
- Planeten- und Cometen-Beobachtungen, angestellt mit dem Faden-Mikrometer des 6-zölligen Refractors der Sternwarte in Leiden während der Jahre 1859, 1860, 1861 und 1862. Leiden 1863
- Nachrichten über die neue Sternwarte in Leiden. 1863
- Sammlung von kleineren astronomischen Abhandlungen. 1863
- Stern- und Planeten-Bedeckungen vom Monde und Erscheinungen bei den Jupiters-Trabanten, beobachtet an der Sternwarte zu Leiden in den Jahren 1857–1863. Leiden 1863
- Verslag van den staat der Sterrewacht te Leiden en van de aldaar volbragte Werkzaamheden, in het Tijdvak van den eersten Julij 1863 tot de laatste Dagen van de Maand Junij 1864. Amsterdam 1864 (Online)
- Onderzoekingen omtrent den gang van het hoofduurwerk der sterrewacht te Leiden. 1865
- Eenige opmerkingen omtrent de periodieke fouten van mikrometer-schroeven, naar aanleiding van de jongste onderzoekingen aan de sterrewacht te Leiden. 1866 Deutsch: Ueber einen neuen Apparat zur absoluten Bestimmung von persönlichen Fehlern bei astronomischen Beobachtungen. 1867
- Geschichte und Beschreibung der Sternwarte in Leiden. Haarlem, 1868 (Online)